# Rostocker Stadthafen

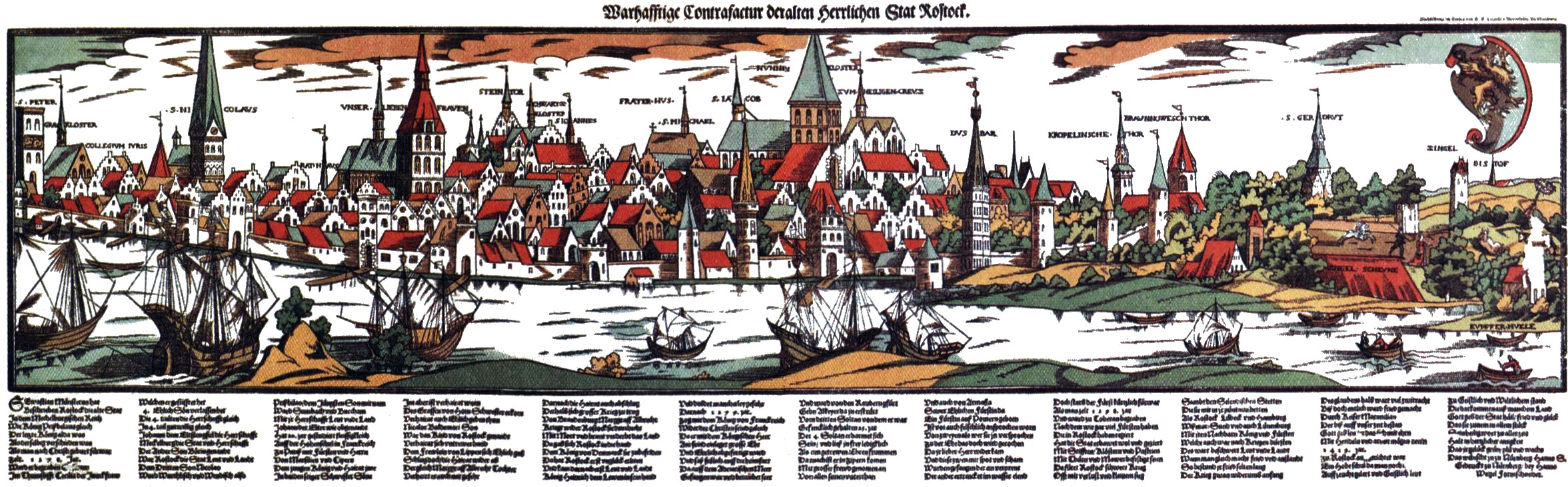
Blick über die Warnow auf den Stadthafen. Holzschnitt 1550/1560

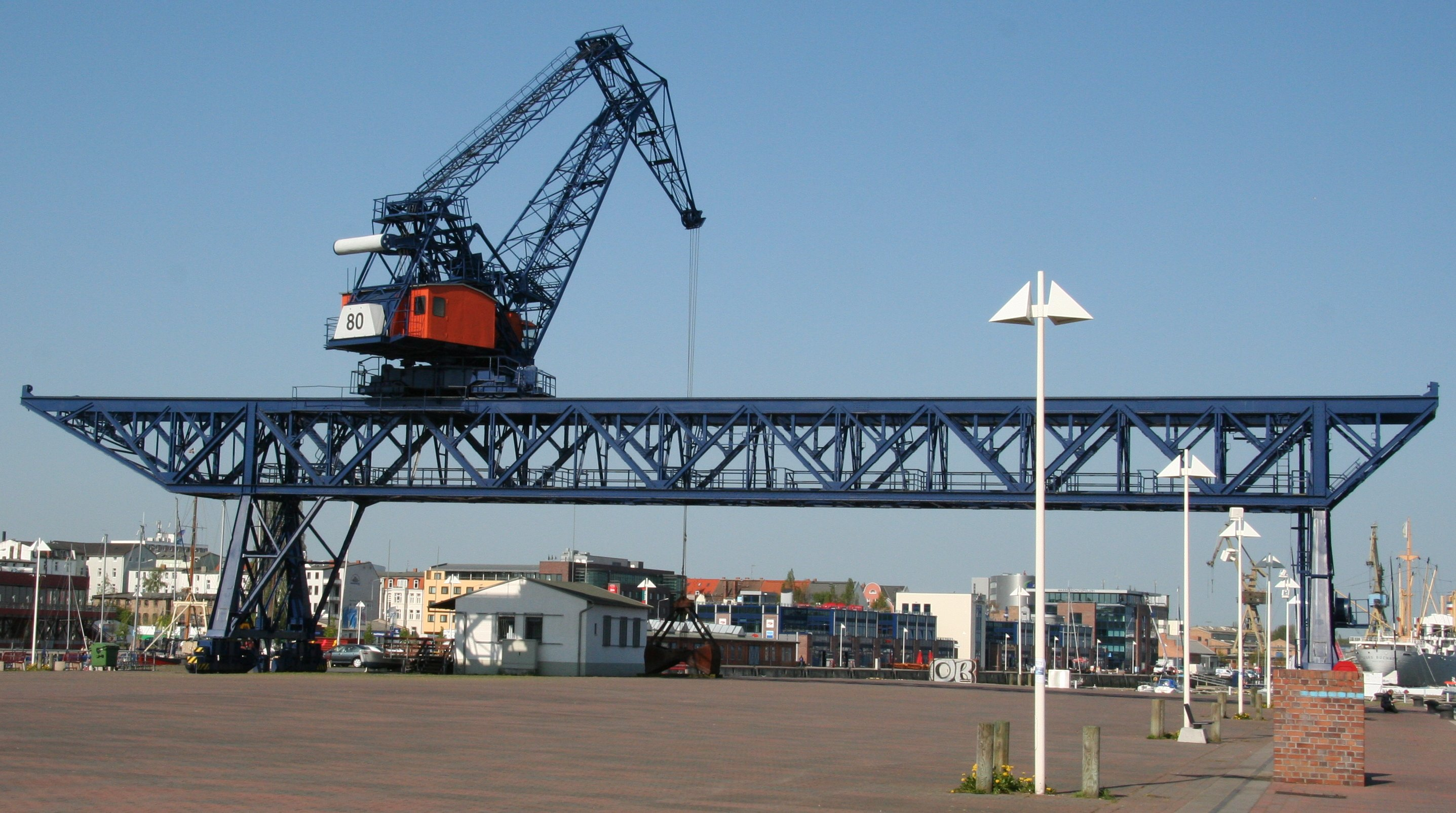
Brückenkran im Stadthafen

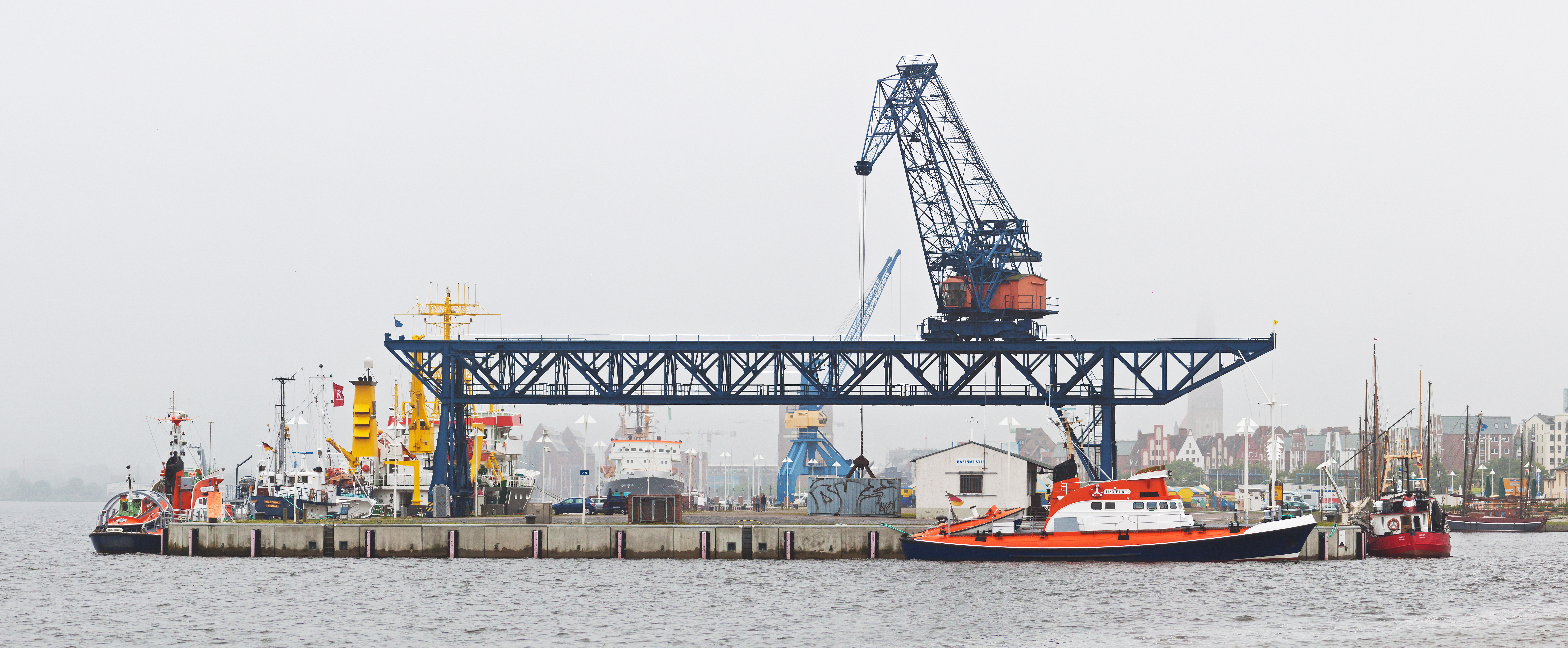
Derselbe Kran von Westen aus

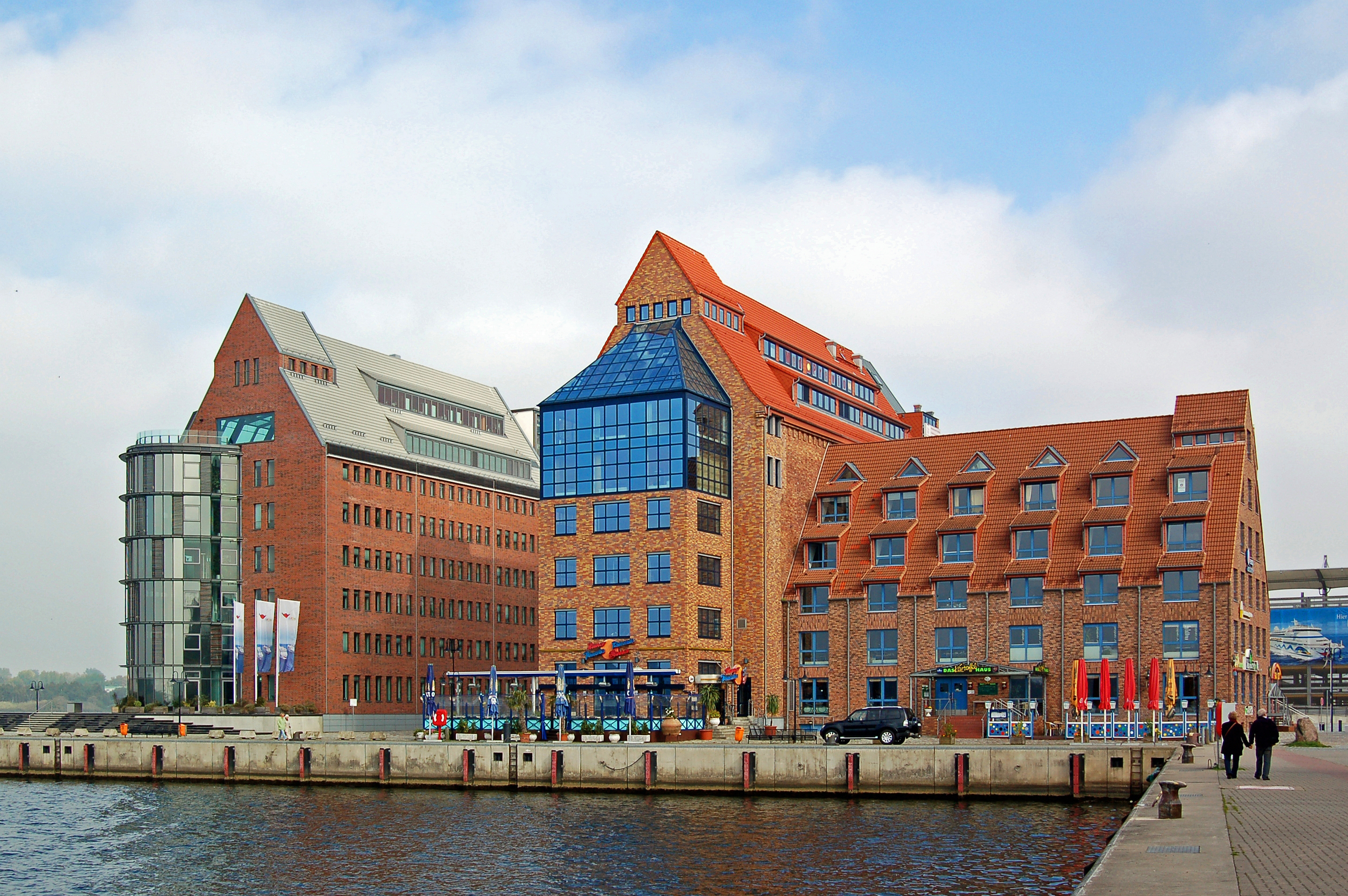
Im Stil der Speicherhäuser gehaltene Geschäftsgebäude im Ostteil des Stadthafens

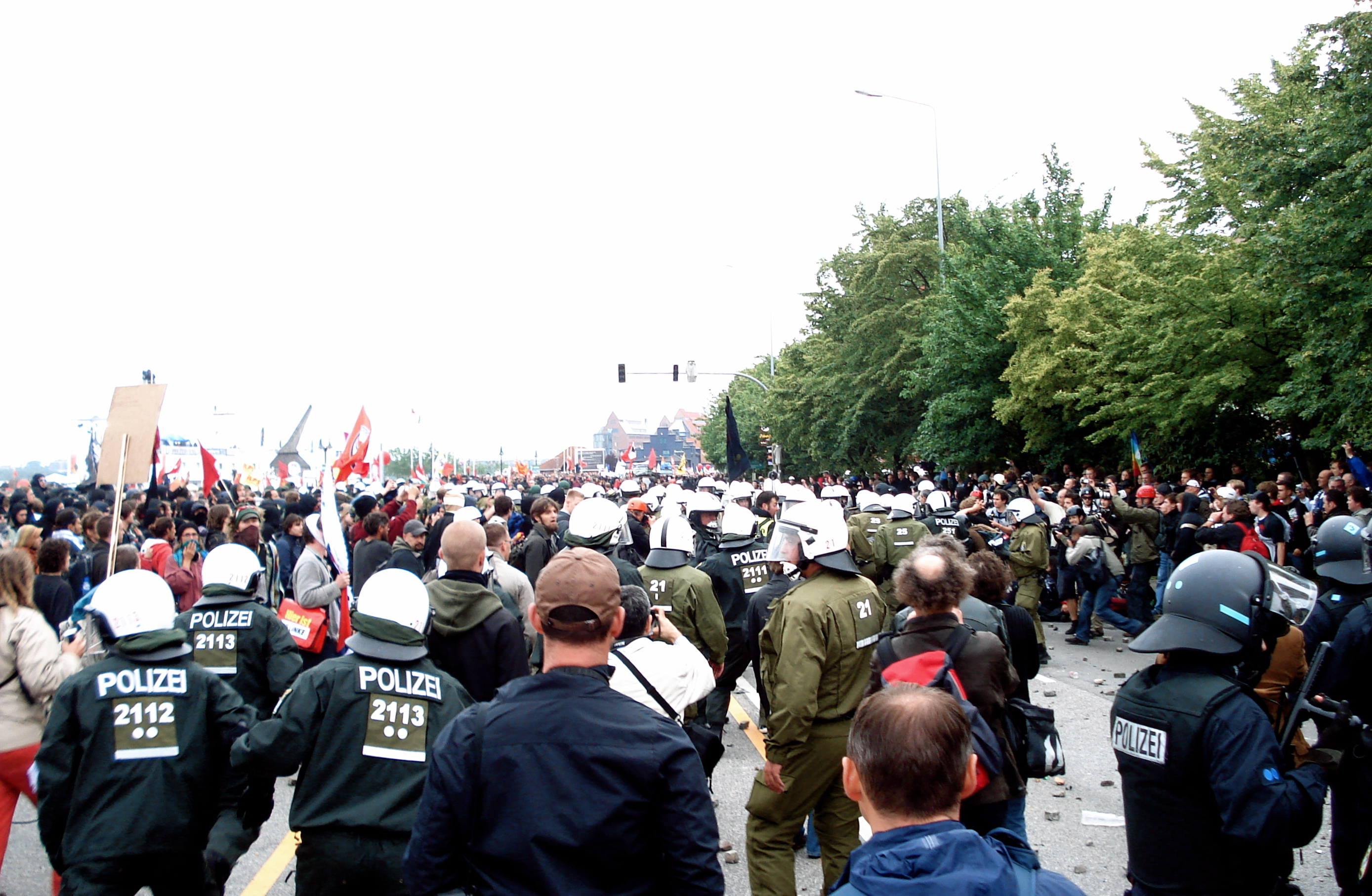
Ausschreitungen im Stadthafen, klein im Hintergrund Hafentretkran und Speicher

Der Rostocker Stadthafen ist der Teil des Hafens, der am südlichen Ufer der Unterwarnow nördlich der historischen Altstadt der Hansestadt Rostock liegt.

## Geschichte

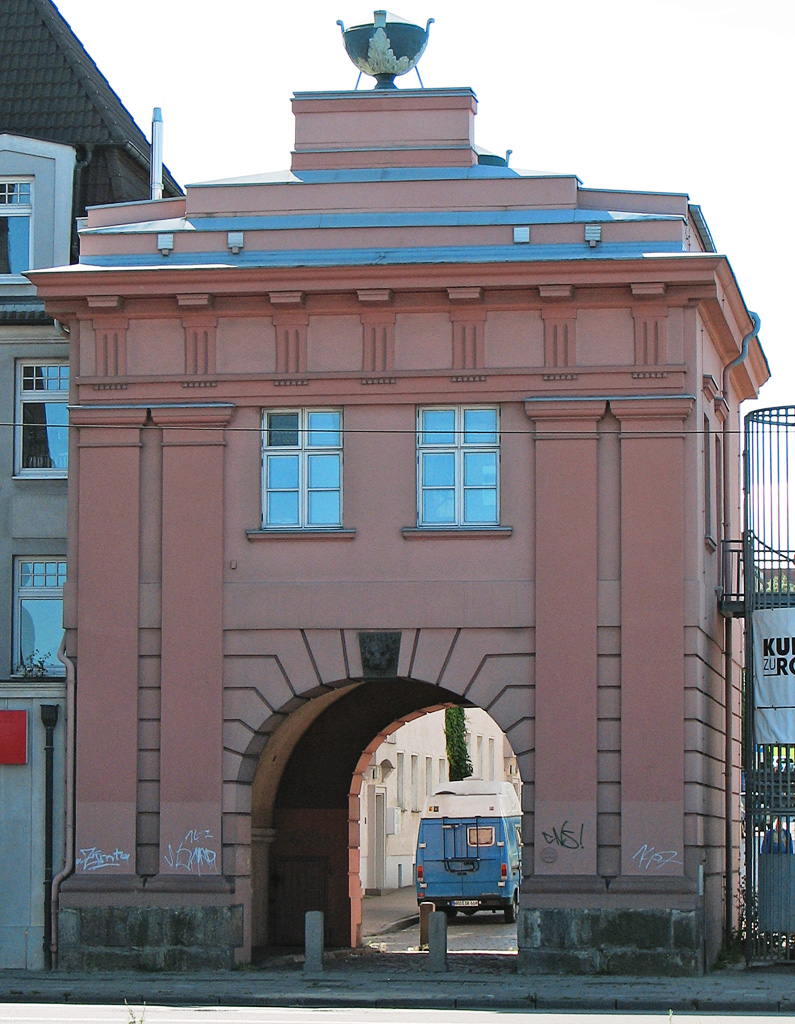
Das 1805/1806 klassizistisch umgebaute Mönchentor ist das letzte erhaltene „Strandtor“

Im Mittelalter und in der Frühen Neuzeit waren Handel und Verkehr der Stadt auf den Hafen ausgerichtet. Dies zeigt sich unter anderem daran, dass mehr Tore der Rostocker Stadtbefestigung zum Hafen führten, als in das mecklenburgische Hinterland. Vor sieben dieser zwölf „Strandtore“ lag eine Kaufmannsbrücke (Landungsbrücke).
Von großer Bedeutung für den hansischen Handel Rostocks waren die Rigafahrer und der Heringshandel der Schonenfahrer auf der Schonischen Messe auf der Halbinsel Skanör-Falsterbo in Schonen, wo Rostock eine eigene Vitte unterhielt. Hinsichtlich des Handels mit Norwegen konzentrierten sich die Rostocker Wieckfahrer im Gegensatz zu den Lübecker Bergenfahrern nicht so sehr auf das Kontor Bryggen in Bergen, sondern auf die Kontrolle der Niederlassungen (Faktoreien) in Oslo und Tønsberg. Große Bedeutung hatte daneben anfangs die Gotlandfahrt nach Visby, weniger ausgeprägt waren dagegen die Verbindungen zum Hansekontor in Brügge und dem Londoner Stalhof im Westen sowie dem Peterhof in Nowgorod im Osten. Hauptexportgut Rostocks zur Zeit der Hanse und in der frühen Neuzeit war Bier. Mit dem Niedergang der Hanse, der Verlagerung des Welthandels in den Atlantik und einem verheerenden Stadtbrand 1677 verlor der Rostocker Hafen an Bedeutung.
Als 1850 die englische Navigationsakte fiel, erlebte die Rostocker Schifffahrt eine zweite Blüte. Die 24.156 Tonnage-Lasten des Jahres 1850 verdoppelten sich bis 1870. 1877 war in Rostock mit 369 Schiffen die größte Handelsflotte des Ostseeraumes beheimatet. Ab 1855 war der Rostocker Hafen durch die Friedrich-Franz-Eisenbahn mit einer Hafenbahn an das Eisenbahnnetz angebunden. Ebenfalls 1850 wurde die Neptun-Werft gegründet, die 1851 den ersten eisernen Schraubendampfer Deutschlands, die „Erbgroßherzog Friedrich Franz“, baute. Im Zuge der Industrialisierung ab Mitte des 19. Jahrhunderts wichen die Strandwerften und der Fischerhafen, die Strandtore wurden bis auf das Mönchentor abgerissen.
Um 1910 wurde der westliche Teil des Stadthafens unterhalb der Fischerbastion ausgebaut und die Fahrrinne von 4,5 auf 6 Meter vertieft. Auf drei Kilometer Länge wurde der Kai befestigt, 100 Hektar Industriegelände angelegt. Bereits 1885 war hier die Hafenbahn der Lloydbahn in Betrieb genommen worden. Ausgeführt wurden besonders landwirtschaftliche Produkte Mecklenburgs, eingeführt unter anderem englische Steinkohle. In den 1930er Jahren entstanden mehrere markante, mit Backstein verkleidete, moderne Silos aus Stahlbeton, von denen zwei noch heute stehen. Gemeinsam mit im Stil der Silos gebauten modernen Bürogebäuden prägen sie das Bild des östlichen Hafengeländes. 1938 betrug der Umschlag 363.000 Tonnen.
Nach der Deutschen Teilung wurde Rostock zum zentralen Umschlagplatz des Seehandels der DDR ausgebaut. 1960 wurde in Petersdorf, einem Ort am südlichen Breitling, östlich der Warnow der Überseehafen Rostock neu angelegt, der Rostocker Fischereihafen wurde in Marienehe eingerichtet. Die Bedeutung des alten Stadthafens für den Seeverkehr ging wesentlich zurück. Lediglich Kohle- und Getreideumschlag mit kleineren Schiffen und Militärtransporte der sowjetischen Streitkräfte wurden bis 1989 hier abgewickelt. Dennoch galt der Stadthafen weiterhin, wie auch der Überseehafen, als Grenz- und Sperrgebiet und wurde deshalb mit großen Zäunen von der Stadt abgeschirmt, er war von Privatpersonen nicht zu betreten.

## Der Stadthafen heute

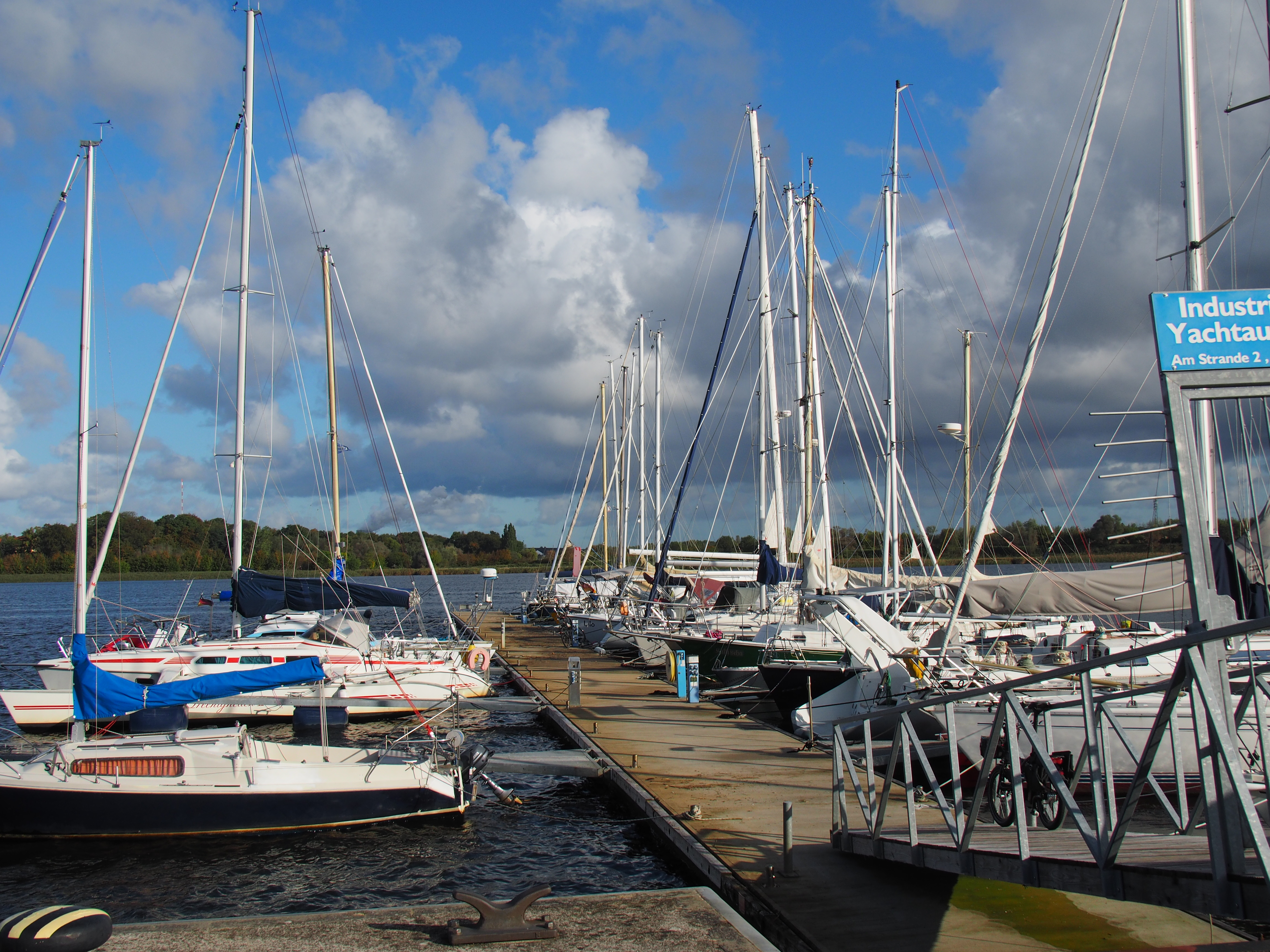
Yachten am Kempowski–Ufer

Das Gebiet des Stadthafens wurde ab 1991 von Hafenanlagen befreit und nach und nach zu einer Bummelmeile mit Restaurants, Clubs, Theaterspielstätten und Einzelhandel, auch im Bereich Schiffszubehör, umgebaut. Die Infrastruktur wurde umfassend erneuert. Zeugen der Umschlagtechnik vergangener Tage sind zwei Portalkrane aus den 1960er Jahren und ein Brückenkran aus den 1950er Jahren auf der Haedgehalbinsel. Im Haedgehafen liegen einige kleine, noch fahrbereite Museumsschiffe.
Heute werden die Liegeplätze für Arbeitsschiffe, kleine bis mittelgroße Passagierschiffe, Flussschiffe, den Orts- und Nahverkehr sowie für Yachten genutzt. Der maximal zulässige Tiefgang beträgt 6,4 Meter.

### Hafentretkran

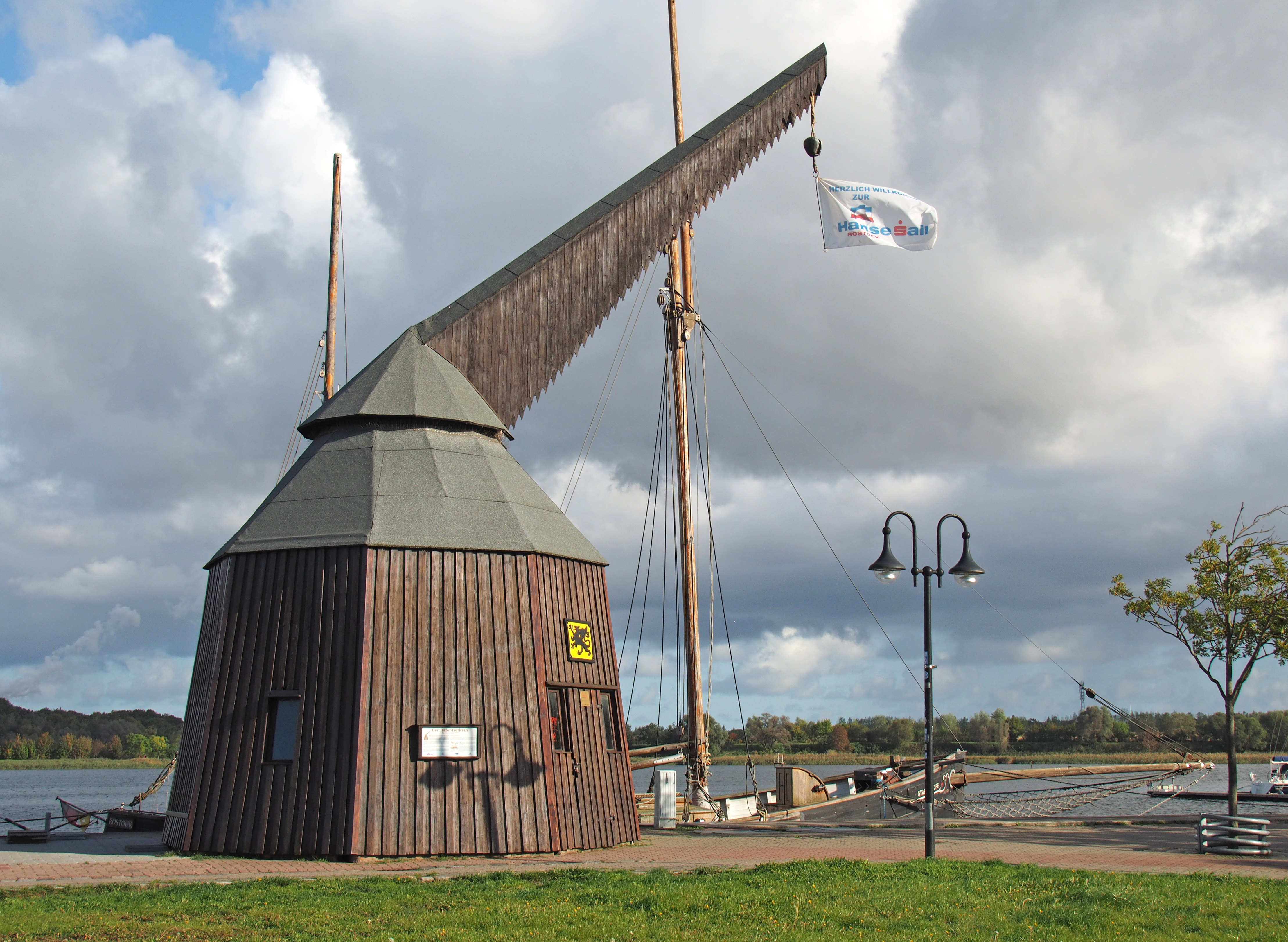
Hafentretkran Nachbau

Im Rostocker Stadthafen steht der 1997 gefertigte und 2008 nochmals reparierte Nachbau eines Hafentretkrans von 1780. Der ursprüngliche Kran wurde bereits 1867 verkauft und abgebrochen. Bei dieser Art Kran werden durch Aufrollen eines Seiles auf die Achstrommel eines Tretrades, oft auch eines Radpaares, Lasten gehoben. Bereits die alten Römer kannten diese Technik. Der Nachbau eines solchen römischen Kranes steht in Bonn-Castell.
Im 11. bis 13. Jahrhundert war diese Hebetechnik am Rhein und seinen Nebenflüssen verbreitet. Hier war aber das Grundgehäuse des Krans, das als Stütze und Lager des Auslegers diente, aus Mauerwerk. Ein solcher Tretkran, Der Alte Krahnen, steht noch am Rhein bei Andernach. Vom 13. bis 16. Jahrhundert wurden Tretkräne in erster Linie zur Gänze aus Holz gefertigt, wie der Rostocker Kran.
Der Rostocker Hafenkran war der letzte Neubau seiner Art. Durch die Industrielle Revolution im 18. und 19. Jahrhundert wurde die Hebetechnik durch neu entwickelte, effektivere Methoden ersetzt.
Dieser Kran diente nicht in erster Linie zum Be- und Entladen von Schiffen. Hauptsächlich wurde er zum Aufstellen der Masten der Briggs gebraucht, die in Rostock bis in die 1880er Jahre gebaut wurden.
Zusammen mit Warnemünde ist der Stadthafen Schauplatz der jährlich im August stattfindenden Rostocker Hansesail. In den im Stil der alten Speicher gebauten Geschäftshäusern am östlichen Ende des Stadthafens hat unter anderem die Deutsche Seereederei Büroräume. Die Kreuzfahrtgesellschaft AIDA Cruises hat ihren deutschen Hauptsitz ebenfalls hier im Rostocker Stadthafen.  Zu den kulturellen Veranstaltungsorten gehört die Bühne 602, die von der Compagnie de Comédie bespielt wird. Eine Spielstätte des Volkstheaters (Theater im Stadthafen) wurde 2014 aufgegeben.
In die internationale Berichterstattung geriet der Stadthafen, als es bei der Abschlusskundgebung einer Großdemonstration zum G8-Gipfel in Heiligendamm 2007 am 2. Juni 2007 im Stadthafen zu Ausschreitungen kam.

## Bundesgartenschau 2025
Die Stadt Rostock erhielt  2018 den Zuschlag, die Bundesgartenschau 2025 auszurichten. Diese soll das „Rostocker Oval“ um die Unterwarnow am Stadthafen, am Dierkower und am Gehlsdorfer Ufer städtebaulich erschließen. Teil der Planungen sind ein Neubau für das Volkstheater, um den seit Jahren gerungen wird, sowie das geplante Archäologische Landesmuseum, die beide im Stadthafen angesiedelt werden sollen. Eine Warnow-Brücke für Fußgänger und Radfahrer soll die Nördliche Altstadt und Gehlsdorf miteinander verbinden.